# Lee Horsley
Lee Horsley, född 15 maj 1955 i Muleshoe, Texas, är en amerikansk skådespelare.

## Filmografi i urval
- Nero Wolfe, privatdetektiv (TV-serie) (1981)
- Det grymma svärdet (1982)
- Matt Houston (TV-serie) (1982-1985)
- 13 vid bordet (1985)
- Nord och Syd II (1986)
- Paradise - vilda västern (1988)
- Palomino (1991)
- Bodies of evidence (1992)
- Hawkeye (1994)
- Django Unchained (2012)